# Hyphessobrycon kayabi
Hyphessobrycon kayabi é um gênero de peixe, que foi descrito pela primeira vez por Teixeira, Lima e Jansen AS Zuanon, em 2014. Hyphessobrycon kayabi pertence ao gênero Hyphessobrycon e â família das caracídeos.